# Damasquinado
El damasquinado es un trabajo de artesanía que consiste en la realización de figuras y dibujos mediante la incrustación de hilos y láminas de oro y plata en acero o hierro, normalmente pavonado. El nombre hace referencia a la ciudad siria de Damasco.

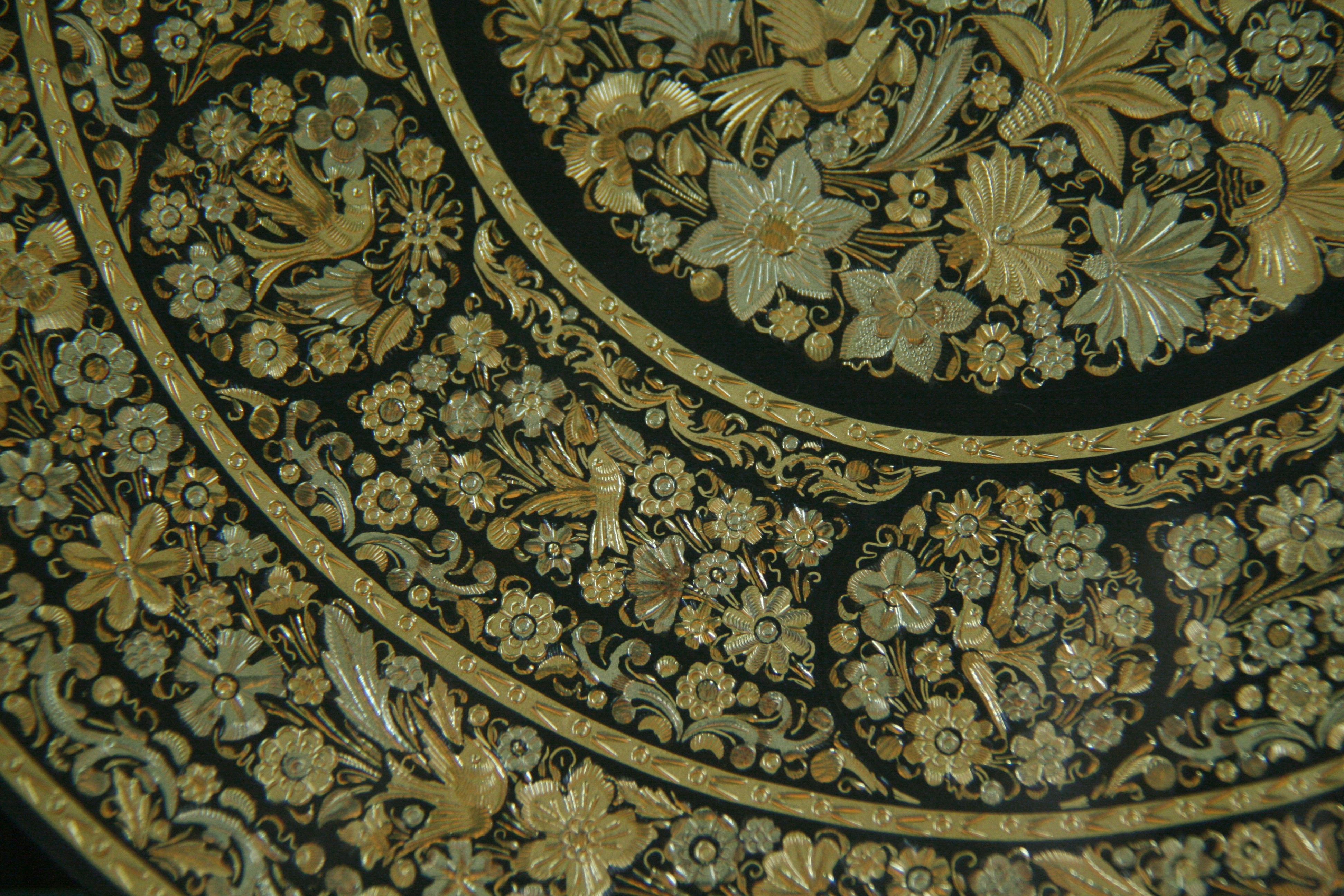
Detalle de un plato damasquinado.

## Antecedentes

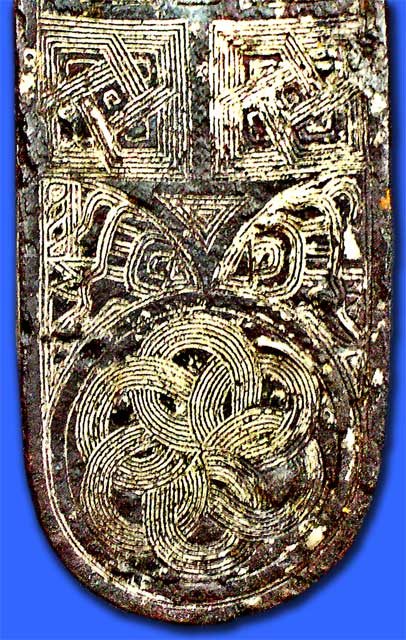
Nielado vacceo de la necrópolis de Las Ruedas.

Las técnicas de incrustación de metales preciosos en otros metales se vienen realizando desde épocas muy antiguas y en muy diversas partes del mundo. Hay constancia de que se realizaron en el Antiguo Egipto, en Grecia y en Roma, así como en China y Japón (suminagashi), donde ha sido utilizada para adornar las guarniciones del katana, particularmente tsuba. Es conocida como zougan en japonés; ha desarrollado su propio subconjunto de términos para describir los patrones particulares. El shippou-zougan es una técnica que esmalta las piezas y ya se aparta del damasquinado. 
Se conocen piezas con más de 1500 años de antigüedad. Los griegos atribuían su invención a Glauco de Chíos. En la península ibérica ya era practicada en época prerromana utilizando la llamada técnica de nielado. y se encuentra en un tahalí y un cetro vacceos hallados en el yacimiento de Pintia, Padilla de Duero, e íberos según la empuñadura de la falcata de Almedinilla, Córdoba. 
Se desarrolló notablemente en tiempos de al-Ándalus, sobre todo en Toledo usando la técnica de ataujía, hasta llegar a ser uno de los distintivos del arte hispanoárabe. No obstante, durante los siglos posteriores esta artesanía quedó en desuso; hasta que en el siglo XIX fue rescatada y mejorada con el desarrollo de una nueva técnica: el damasquinado.

## Historia del damasquinado
Eusebio Zuloaga a mediados del siglo XIX y después de ver algunas armaduras en el Museo Real de Madrid, introdujo la técnica del damasquinado en la ciudad, entonces villa, de Éibar en Guipúzcoa. El método utilizado era el de picado a punceta. Con este método quedaban algunas irregularidades que hacían que el trabajo desmereciera un poco. Plácido Zuloaga, hijo de Eusebio y padre del pintor Ignacio Zuloaga, ideó otro sistema más fino mediante el rayado con una cuchilla. Este método se denomina estriado a cuchilla y consiste en realizar pequeños surcos con una cuchilla muy fina y afilada ganando en rapidez y en finura al ser mucho más perfecta y uniforme la superficie final. Dieron a esta nueva técnica el nombre de "damasquinado" porque la armadura que habían traído del Museo Real era de un guerrero de Damasco. Mediante este método se extendió la artesanía a grandes piezas como jarrones, ánforas, cofres, relojes y superficies de todo tipo. Ejemplo de ello son el panteón del general Prim, ubicado en Reus (Tarragona), y el altar del Santuario de Loyola, en Azpeitia (Guipúzcoa). La mayoría de las piezas de damasquinado de los artistas Zuloaga se encuentran en el Palacio Real de Madrid y en otros palacios reales de Europa, así como en la colección del Dr.Khalili en el Reino Unido.
En 1875, unos trabajadores eibarreses se trasladaron a Toledo para solventar de esta forma las grandes demoras que el traslado de piezas a damasquinar en Éibar procedentes de Toledo, principalmente armas, generaba. Así, la técnica se extendió también a la capital castellano-manchega, donde se ha desarrollado hasta el punto de llegar a eclipsar a la de Éibar, donde se encuentra prácticamente desaparecida y reducida al objeto de exposición en el Museo de la Industria Armera.

En Éibar el damasquinado se ligó intrínsecamente a la industria armera, y en menor medida a las artes decorativas. Pasó a formar parte de la decoración de toda clase de armas: escopetas, pistolas y fusiles, además de versiones de lujo de casi todos los productos eibarreses. Se realizaba por este método la identificación del nombre del artesano, el año de fabricación, dedicatorias, etc. En la decoración de las armas se empleaban motivos como hojas de acanto, rocallas, dragones y cartelas, bien en forma lisa o en relieve, y lo mismo las figuras alusivas a animales relacionados con la caza que se grababan en las escopetas. Durante muchos años el regalo de honor que el ayuntamiento de la ciudad armera realizaba a la visitas ilustres ha sido una pistola ricamente damasquinada.

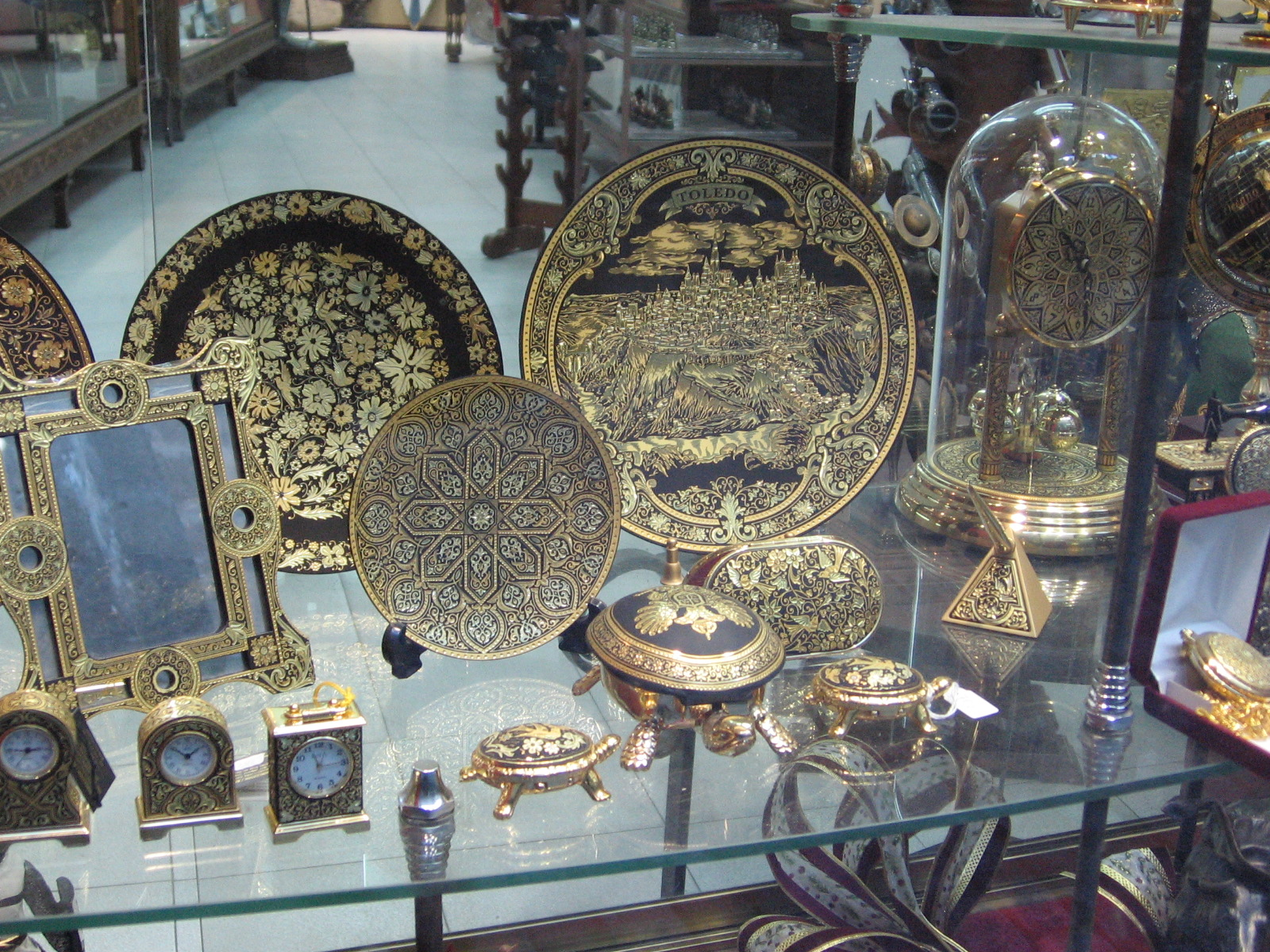
Ejemplos de trabajos en damasquinado.

En Toledo se ha desarrollado una muy importante industria de esta artesanía, también conocida como Oro de Toledo. Sirve como seña identificativa de la ciudad. Durante las últimas décadas la producción ha pasado de ser mayoritariamente artesanal a industrializarse, dado el nivel de producción que se realiza y se comercializa. Sin embargo, todavía muchas tiendas ofrecen productos artesanos, damasquinados a mano con la tradición de antaño. La calidad del damasquinado a mano es muy superior a la elaborada de forma industrial, pues en esta última el proceso es similar a un estampado del dibujo sobre el acero, mientras que en la manual se realiza incrustando los materiales preciosos en el hierro o acero a golpe de martillo siguiendo el boceto previamente dibujado en la pieza.
El damasquinado toledano mantiene los diseños tradicionales, donde predominan los motivos geométricos y renacentistas, aunque también se han incorporado nuevos elementos como el cristal de Swarovski. Toledo suministra este arte a otros puntos de la geografía española, donde se vende como souvenir.

## Técnica

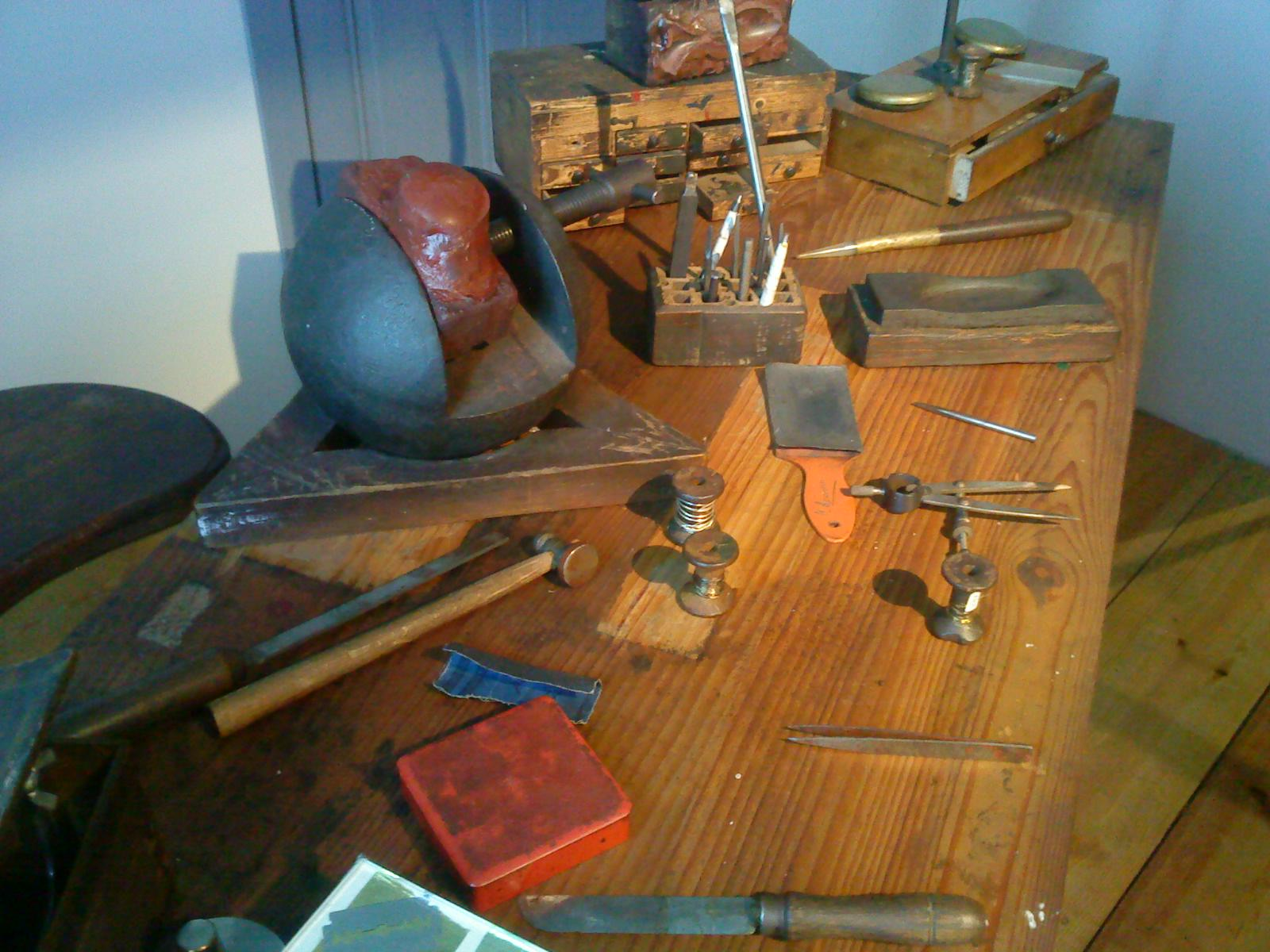
Mesa de trabajo de un damasquinador en el Museo de la Industria Armera de Éibar.

La primitiva técnica del picado a punceta, donde mediante el golpeo de una punceta se realiza un fino picado romboidal en el que, una vez realizado el dibujo a grabar, se introduce el hilo de oro o plata dio paso al estriado a cuchilla en el que los surcos se abren mediante una fina y afilada cuchilla.
Después de la realización de los surcos se introduce el hilo mediante un punzón de base plana que se golpea con un pequeño martillo ligero y de boca ancha. 
La pieza a damasquinar se adhiere a un taco de madera mediante lacre y este taco se agarra a un tornillo de bola que descansa en un triángulo de madera pudiendo, de esta forma, ponerse en cualquier posición que se precise.

### Útiles
- Una bola de hierro colado de 13-15 kg donde se ha realizado una hendidura en forma de canal, y en uno de sus lados se le ha enroscado un tornillo que sujeta contra la otra pared del canal, el taco de madera con la pieza a grabar. La bola está apoyada en un triángulo de madera.
- Una cuchilla de acero muy fina y muy bien afilada, sirve para realizar el picado de la pieza, los surcos donde luego se embutirá el hilo de oro o plata.
- Un pequeño martillo de ancha cabeza, muy parecido al utilizado por los grabadores a buril.
- Una colección de punzones de diferentes tamaños y formas, normalmente con la base ancha que mediante los golpes del martillo introducen el hilo en el acero.
- Regla, compases y demás útiles de grabado, instrumentos de dibujo preparados para marcar el acero que se utilizan para realizar los grabados de las figuras a crear.

## Nuevas técnicas

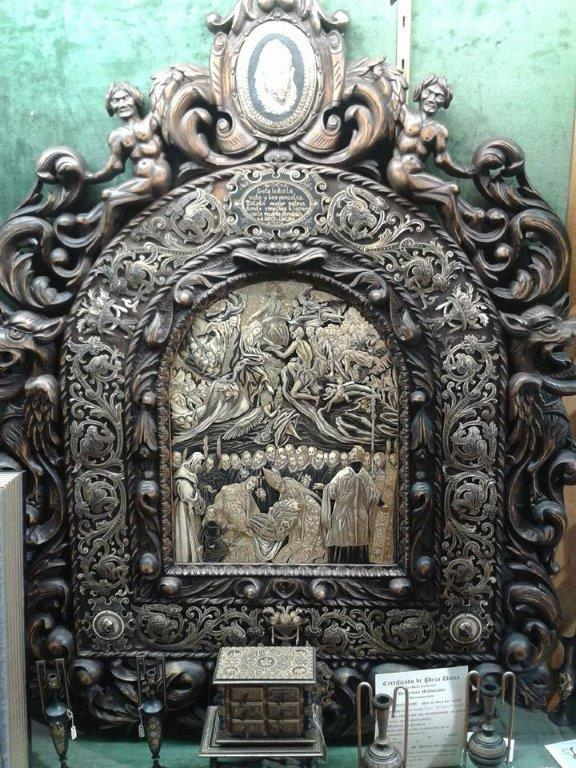
Obra "El Entierro del Señor de Orgaz" de Pedro Maldonado, 1971

Algunos damasquinadores han logrado mejorar e introducir una nueva técnica en el damasquinado tradicional, que consiste en incrustar una gran superficie de chapa de oro para después ir raspándola con el buril y así crear relieves e interesantes efectos de difuminado. Para ello, deben tenerse conocimientos de pintura para poder coger una chapa de hierro y damasquinarla como si fuera un cuadro, segueteándola a veces y componiéndola en diversos planos para crear una impresión en relieve.
Una de las obras más importantes en esta técnica es El Entierro del Señor de Orgaz, realizada por Pedro Maldonado, la cual fue galardonada con el Premio Nacional del "Concurso-Exposición Nacional El Arca, el Estuche y la Caja en la Artesanía", en 1980